# Ulice Karla Johana

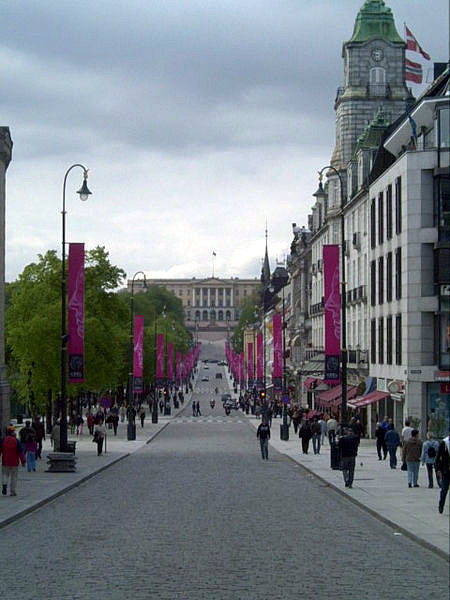
Pohled od parlamentu k paláci

Ulice Karla Johana, norsky Karl Johans gate, je hlavní třída v norském hlavní městě Oslo. Nachází se v centru města, kde začíná na západě u parku náležejícího ke Královskému paláci, a pokračuje okolo Národního divadla, Parlamentu, katedrály až k hlavnímu nádraží na náměstí Jernbanetorget na východě. Ulice je pojmenována po norském králi Karlu III. Johanovi, který jako Karel XIV. vládl také Švédsku. Karl Johans gate má významné místo ve společenském životě města. Úsek mezi Grand Hotelem a univerzitou je od 80. let 19. století oblíbenou promenádou, na Den ústavy zde prochází procesí dětí do paláce, probíhají zde různá slavnostní procesí a také demonstrace.
Ulice se dá rozdělit na dvě části, které se setkávají na náměstí Egertorget. Ve východní části se nachází především obchody, služby a kanceláře, zatímco v západní různé veřejné budovy: královský palác (1825), univerzita (1841-1852), parlament (1866) a divadlo (1899). Tato část ulice, kdysi nazývaná Slottsveien „Palácová ulice“, vznikla stejně jako přilehlé parky Eidsvolls plass a Studenterlunden, v rámci projektu architekta Hanse Listowa z roku 1840. Plány však nikdy nebyly plně realizovány a v 60. letech 19. století došlo k propojení se starší, východní částí, ulice a vzniku současné ulice, včetně nového pojmenování. Kromě toho se v této části nachází Grand Hotel (1877) v kterém je předávána Nobelova cena míru. V roce 2005 došlo k rekonstrukci celé západní části při které byli rozšířeny chodníky na úkor vozovky.